# Tolypocladium geodes
Tolypocladium geodes är en svampart som beskrevs av W. Gams 1971. Tolypocladium geodes ingår i släktet Tolypocladium och familjen Ophiocordycipitaceae.   Inga underarter finns listade i Catalogue of Life.